# Imati ili biti
Imati ili biti je ime knjige socijalnog psihologa Ericha Fromma objavljene 1976. u kojoj Fromm pokušava napraviti i objasniti razliku između imati i biti.
Fromm naglašava kako moderno društvo postaje sve više materijalističko i kako osobe više vole "imati" nego "biti". 
On opisuje velika obećanja neograničene sreće, slobode, materijalnog blagostanja i dominacije prirodom. Ove želje dostižu svoj vrhunac početkom industrijskog doba. Mislilo se da će neograničena proizvodnja dovesti do neograničene potrošnje. Ljudska bića, i muškog i ženskog spola, počinju sanjati da će postati Bogovi Zemlje, no to zapravo nije bio slučaj. Velika obećanja propadaju zbog neostvarivih životnih ciljeva, npr. maksimalnog užitka i ispunjavanja svake želje (radikalni hedonizam), zbog egoizma, sebičnosti i ljudske pohlepe. U industrijskom vremenu, razvoj ovakvog ekonomskog sustava nije više bio određen pitanjem što je dobro za čovjeka, već prije što je dobro za ekonomski rast sustava. Tako je ekonomski društveni sustav služio ljudima na način da su njihovni osobni interesi trebali biti naglašeni. Osobe koje su imale neograničene potrebe i želje kao Rimski imperatori, engleska i francuska aristokracija su bili ti koji su najviše profitirali.
Današnje društvo je potpuno odstupilo od svog aktualnog pravca. Materijalistička narav ljudi koji žele "imati" se više razvila nego kod osoba koje žele "biti". Moderna industrijalizacija je dala velika obećanja, no sva ova obećanja su napravljena da bi ona ispunila svoje interese i povećala privatno vlasništvo. U svakom segmentu života ljudi bi trebali više razmišljati kako "biti" dio prirode a ne razmišljati kako "imati" prirodu. Ovo je istina koju ljudi poriču i zbog ovoga moderni ljudi su do kraja izguibili svoje unutarnje ja. Smisao postojanja je bitnija pošto su svi ljudi smrtnici, i posjedovanje materijalnih dobara je beskorisno poslije njihove smrti, zato posjedovanje onog što će se prenijeti u život poslije smrti, biće to što je unutar čovjeka.